# هراچیا پوغوسیان
هراچیا بوغوسیان (ارمنی: Հրաչյա Պողոսյան زاده ۵ مارس ۱۹۹۹) کشتی‌گیر رشته فرنگی اهل ارمنستان است که در مجموع در مسابقات قهرمانی کشتی زیر ۲۳ سال اروپا برنده ۱ مدال طلا و در مسابقات قهرمانی کشتی زیر ۲۳ سال جهان برنده ۱ مدال برنز و در مسابقات قهرمانی کشتی جوانان اروپا برنده ۱ مدال برنز شد.
- https://en.wikipedia.org/wiki/2024_European_Wrestling_Championships_%E2%80%93_Men%27s_Greco-Roman_63_kg

## نتایج مهم
| نتایج                                                        | نتایج                                    | نتایج                                    | نتایج                                    | نتایج                                    | نتایج                                    | نتایج                                    |
| نتیجه                                                        | رکورد                                    | حریف                                     | امتیاز                                   | تاریخ                                    | رویداد                                   | مکان                                     |
| مسابقات قهرمانی کشتی جهان - ۵ام در ۶۳ ک‌گ                     | مسابقات قهرمانی کشتی جهان - ۵ام در ۶۳ ک‌گ | مسابقات قهرمانی کشتی جهان - ۵ام در ۶۳ ک‌گ | مسابقات قهرمانی کشتی جهان - ۵ام در ۶۳ ک‌گ | مسابقات قهرمانی کشتی جهان - ۵ام در ۶۳ ک‌گ | مسابقات قهرمانی کشتی جهان - ۵ام در ۶۳ ک‌گ | مسابقات قهرمانی کشتی جهان - ۵ام در ۶۳ ک‌گ |
| ------------------------------------------------------------ | ---------------------------------------- | ---------------------------------------- | ---------------------------------------- | ---------------------------------------- | ---------------------------------------- | ---------------------------------------- |
|                                                              |                                          |                                          | –                                        | ۱۰ سپتامبر ۲۰۲۲                          | مسابقات قهرمانی کشتی                     | بلگراد                                   |
|                                                              | –                                        |                                          | B–S                                      | ۱۰ سپتامبر ۲۰۲۲                          | مسابقات قهرمانی کشتی                     | بلگراد                                   |
|                                                              | –                                        |                                          | –                                        | ۱۰ سپتامبر ۲۰۲۲                          | مسابقات قهرمانی کشتی                     | بلگراد                                   |
|                                                              | –                                        |                                          | –                                        | ۱۰ سپتامبر ۲۰۲۲                          | مسابقات قهرمانی کشتی                     | بلگراد                                   |
| جام ولادیسلاو پیتلاسینسکی - ۸ام در ۶۳ ک‌گ                     |                                          |                                          |                                          |                                          |                                          |                                          |
|                                                              |                                          |                                          | –                                        | ۲۰ ژوئیه ۲۰۲۲                            | جام ولادیسلاو پیتلاسینسکی                | ورشو                                     |
| مسابقات قهرمانی کشتی اروپا - ۵ام در ۶۳ ک‌گ                    |                                          |                                          |                                          |                                          |                                          |                                          |
|                                                              |                                          |                                          | –                                        | ۲۸ مارس ۲۰۲۲                             | مسابقات قهرمانی کشتی                     | بوداپست                                  |
| مسابقات قهرمانی کشتی زیر ۲۳ سال جهان - در ۶۳ ک‌گ              |                                          |                                          |                                          |                                          |                                          |                                          |
|                                                              |                                          |                                          | –                                        | ۱ نوامبر ۲۰۲۱                            | مسابقات قهرمانی کشتی                     | بلگراد                                   |
| مسابقات قهرمانی کشتی جهان - ۱۴ام در ۶۳ ک‌گ                    |                                          |                                          |                                          |                                          |                                          |                                          |
|                                                              |                                          |                                          | –                                        | ۷ اکتبر ۲۰۲۱                             | مسابقات قهرمانی کشتی                     | اسلو                                     |
| مسابقات قهرمانی کشتی زیر ۲۳ سال اروپا - در ۶۳ ک‌گ             |                                          |                                          |                                          |                                          |                                          |                                          |
|                                                              |                                          |                                          | –                                        | ۱۷ مه ۲۰۲۱                               | مسابقات قهرمانی کشتی زیر ۲۳ سال          | اسکوپیه                                  |
| مسابقات قهرمانی کشتی اروپا - ۵ام در ۶۳ ک‌گ                    |                                          |                                          |                                          |                                          |                                          |                                          |
|                                                              |                                          |                                          | –                                        | ۱۹ آوریل ۲۰۲۱                            | مسابقات قهرمانی کشتی                     | ورشو                                     |
| تورنمنت بین‌المللی بزرگسالان اوکراین - در ۶۳ ک‌گ               |                                          |                                          |                                          |                                          |                                          |                                          |
|                                                              |                                          |                                          | –                                        | ۲۶ فوریه ۲۰۲۱                            | تورنتمنت بین‌المللی                       | کی‌یف                                     |
| مسابقات قهرمانی کشتی جوانان جهان - ۹ام در ۶۳ ک‌گ              |                                          |                                          |                                          |                                          |                                          |                                          |
|                                                              |                                          |                                          | –                                        | ۱۲ اوت ۲۰۱۹                              | مسابقات قهرمانی کشتی جوانان              | تالین                                    |
| مسابقات قهرمانی کشتی جوانان اروپا - در ۶۳ ک‌گ                 |                                          |                                          |                                          |                                          |                                          |                                          |
|                                                              |                                          |                                          | –                                        | ۴ ژوئن ۲۰۱۹                              | مسابقات قهرمانی کشتی جوانان              | پنتبدرا                                  |
| مسابقات قهرمانی کشتی جوانان جهان - ۵ام در ۶۳ ک‌گ              |                                          |                                          |                                          |                                          |                                          |                                          |
|                                                              |                                          |                                          | –                                        | ۱۷ سپتامبر ۲۰۱۸                          | مسابقات قهرمانی کشتی جوانان              | ترناوا                                   |
| مسابقات قهرمانی کشتی جوانان اروپا - ۹ام در ۶۳ ک‌گ             |                                          |                                          |                                          |                                          |                                          |                                          |
|                                                              |                                          |                                          | –                                        | ۳۰ ژوئیه ۲۰۱۸                            | مسابقات قهرمانی کشتی جوانان              | رم                                       |
| مسابقات قهرمانی کشتی جوانان جهان - ۲۰ام در ۶۰ ک‌گ             |                                          |                                          |                                          |                                          |                                          |                                          |
|                                                              |                                          |                                          | –                                        | ۱ اوت ۲۰۱۷                               | مسابقات قهرمانی کشتی جوانان              | تامپره                                   |
| مسابقات قهرمانی کشتی جوانان اروپا - مدال برنز در ۶۰ ک‌گ       |                                          |                                          |                                          |                                          |                                          |                                          |
|                                                              |                                          |                                          | –                                        | ۳۰ ژوئن ۲۰۱۷                             | مسابقات قهرمانی کشتی جوانان              | دورتموند                                 |
| مسابقات قهرمانی کشتی نونهالان جهان - مدال برنز در ۶۳ ک‌گ      |                                          |                                          |                                          |                                          |                                          |                                          |
|                                                              |                                          |                                          | –                                        | ۱۳ سپتامبر ۲۰۱۶                          | مسابقات قهرمانی کشتی نونهالان            | تفلیس                                    |
| مسابقات قهرمانی کشتی نونهالان (Cadets) اروپا - ۲۴ام در ۶۳ ک‌گ |                                          |                                          |                                          |                                          |                                          |                                          |
|                                                              |                                          |                                          | –                                        | ۱۹ ژوئیه ۲۰۱۶                            | مسابقات قهرمانی کشتی نونهالان            | استکهلم                                  |

- 2021 European Wrestling Championships – Men's Greco-Roman 63 kg ‎
- 2021 European U23 Wrestling Championships ‎
- 2019 European Juniors Wrestling Championships ‎
- 2017 European Juniors Wrestling Championships ‎
- 2021 U23 World Wrestling Championships ‎
- 2021 World Wrestling Championships – Men's Greco-Roman 63 kg ‎
- 2021 U23 World Wrestling Championships – Men's Greco-Roman 63 kg ‎
- 2022 U23 World Wrestling Championships ‎
- 2022 European Wrestling Championships – Men's Greco-Roman 63 kg ‎
- 2022 World Wrestling Championships – Men's Greco-Roman 63 kg ‎
- 2022 U23 World Wrestling Championships – Men's Greco-Roman 63 kg ‎
- 2023 European Wrestling Championships ‎
- 2023 Dan Kolov & Nikola Petrov Tournament ‎
- 2023 European Wrestling Championships – Men's Greco-Roman 63 kg ‎
- 2023 World Wrestling Championships – Men's Greco-Roman 63 kg ‎
- 2024 European Wrestling Championships – Men's Greco-Roman 63 kg ‎

## یادداشت
1. ↑  Wladyslaw Pytlasinski Cup